# Giuseppe Moruzzi
Giuseppe Moruzzi (ur. 30 lipca 1910 w Campagnola Emilia, zm. 1986) – włoski fizjolog. Zajmował się głównie neurofizjologią. W 1949 razem z Magounem przedstawił koncepcję tworu siatkowatego.